# Valsad
Valsad è una suddivisione dell'India, classificata come municipality, di 68.825 abitanti, capoluogo del distretto di Valsad nello stato federato del Gujarat, conosciuta in precedenza come Bulsar. In base al numero di abitanti la città rientra nella classe II (da 50.000 a 99.999 persone).

## Geografia fisica
La città è situata a 20° 37' 60 N e 72° 55' 60 E e ha un'altitudine di 12 m s.l.m..

## Società

### Evoluzione demografica
Al censimento del 2001 la popolazione di Valsad assommava a 68.825 persone, delle quali 35.128 maschi e 33.697 femmine. I bambini di età inferiore o uguale ai sei anni assommavano a 6.187, dei quali 3.265 maschi e 2.922 femmine. Infine, coloro che erano in grado di saper almeno leggere e scrivere erano 55.253, dei quali 29.370 maschi e 25.883 femmine.